# Ester Baiget
Ester Baiget (Reus, 22 de agosto de 1971) es una ingeniería química española reconocida como una de los líderes mundiales en la lucha contra la crisis climática con un impacto tangible. 

## Trayectoria
Se licenció en Ingeniería Química, especialidad en química industrial, por la Universidad Rovira i Virgili (URV), situada en Tarragona y Reus. Empezó a trabajar en 1995 en la multinacional Dow Chemical Company, primero como ingeniera para la planta de polietileno de baja densidad lineal de Tarragona. En 1998 hizo un Maestría en Administración de Negocios (MBA) en la URV. Desempeñó puestos de responsabilidad técnica, en el desarrollo de plásticos para Europa, Oriente Próximo y África. En 2009 fue nombrada directora global de desarrollo estratégico en la sede central de Midland. Al asumir en 2012 el puesto de directora comercial para EMEA de elastómeros, productos eléctricos y telecomunicaciones, se mudó a Suiza.  En 2014 entró en el consejo de MEGlobal, joint venture entre Dow y la kuwaití Petrochemical Industries Company. En 2016 asumió la presidencia de la unidad de soluciones industriales, y se estrenó como miembro del equipo de dirección.
El 1 de febrero de 2020, Baiget asumió el cargo de presidenta y directora ejecutiva de Novozymes, trasladándose a Dinamarca.
Como directora ejecutiva de Novozymes, Baiget es una defensora convincente de la biotecnología y del cambio positivo que las biosoluciones pueden tener para la transición ecológica.La empresa utiliza enzimas para soluciones que van desde la reducción de la huella de carbono de los detergentes, hasta la producción de proteínas con bajo impacto ambiental, además de la mejora de la resistencia de los cultivos o el aumento de la durabilidad del pan.
Desde 2020, año de su incorporación a Novozymes, ha ocupado puestos de liderazgo externo activo en el ámbito de la sostenibilidad y el clima. Así es miembro del Consejo de Administración y Defensor de la Sostenibilidad del Consejo Estadounidense de Negocios Internacionales (USCIB) y miembro del Grupo de Acción de CEO para un Pacto Verde Europeo y de la Alianza de CEO Líderes Climáticos del Foro Económico Mundial.
En 2021 fue nombrada presidenta de la Asociación Climática para las Ciencias de la Vida y la Biotecnología de Dinamarca. Además es embajadora STEM y defensora activa de WIN (Red de Innovación de Mujeres).

## Reconocimientos
- En 2024 Ester Baiget formó parte de la lista de la revista Forbes de los 50 líderes de todo el mundo en la lucha contra la crisis climática con un impacto tangible.[5]
- También en 2024 fue incluida en la lista TIME100 Climate de la revista Time que destaca cada año a los líderes empresariales que impulsan acciones reales contra el cambio climático. Se reconoció sus contribuciones a las biosoluciones sostenibles además de su capacidad de liderazgo transformador.[6]